# Oligodon
Oligodon is een geslacht van slangen uit de familie toornslangachtigen (Colubridae) en de onderfamilie Colubrinae.

## Naam en indeling
De wetenschappelijke naam van het geslacht werd in 1826 voorgesteld door Leopold Fitzinger.
Het is een relatief grote groep van de gladde slangen, er zijn 79 soorten bekend, Drie hiervan zijn pas in 2017 voor het eerst wetenschappelijk beschreven zodat veel oudere literatuur een lager soortenaantal vermeld.

## Levenswijze
De meeste soorten zijn landbewoners, slechts van enkele soorten is bekend dat ze regelmatig het water betreden. Alle soorten zijn eierleggend; de vrouwtjes zetten eieren af op de bodem.

## Verspreiding en habitat
De soorten komen voor in grote delen van Azië en leven in de landen Afghanistan, Bangladesh, Bhutan, Cambodja, China, Filipijnen, India, Indonesië, Iran, Laos, Maleisië, Myanmar, Nepal, Pakistan, Sri Lanka, Thailand, Turkmenistan en Vietnam.
De habitat bestaat uit vochtige tropische en subtropische laaglandbossen, ook in vochtige tropische en subtropische bergbossen en drogere bossen komen verschillende soorten voor. Ook in door de mens aangepaste streken zoals plantages, landelijke tuinen en weilanden kan de slang worden aangetroffen.

## Beschermingsstatus
Door de internationale natuurbeschermingsorganisatie IUCN is aan 59 soorten een beschermingsstatus toegewezen. Vijftien soorten worden beschouwd als 'onzeker' (Data Deficient of DD), 34 als 'veilig' (Least Concern of LC), vijf als 'kwetsbaar' (Vulnerable of VU) en drie als 'gevoelig' (Near Threatened of NT). Een soort wordt gezien als 'bedreigd' (Endangered of EN) en de soort Oligodon booliati ten slotte staat te boek als 'ernstig bedreigd' (Critically Endangered of CR). Deze soort heeft een klein verspreidingsgebied dat bestaat uit een enkel eiland en wordt bedreigd door toerisme en verstedelijking.

## Soorten
Sommige zoals de Oligodon fasciolatus hebben de gewoonte om de buikzijde van hun al dan niet giftige prooien open te bijten en de organen van hun nog levende prooien op deze wijze naar keuze uit het lichaam te trekken en te verslinden.

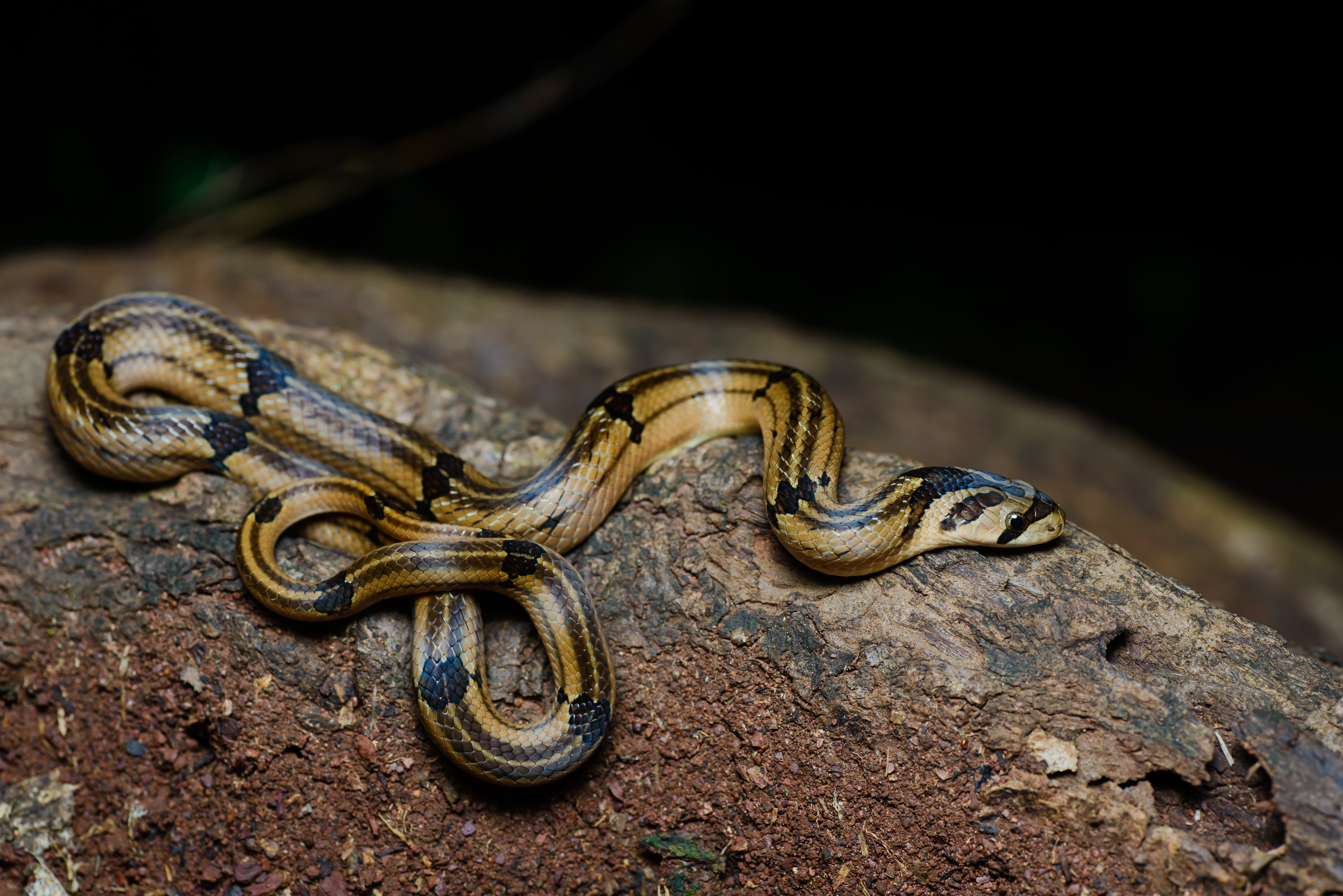
Onbekende Oligodon- soort uit Lam Nam Nan National Park, Thailand.

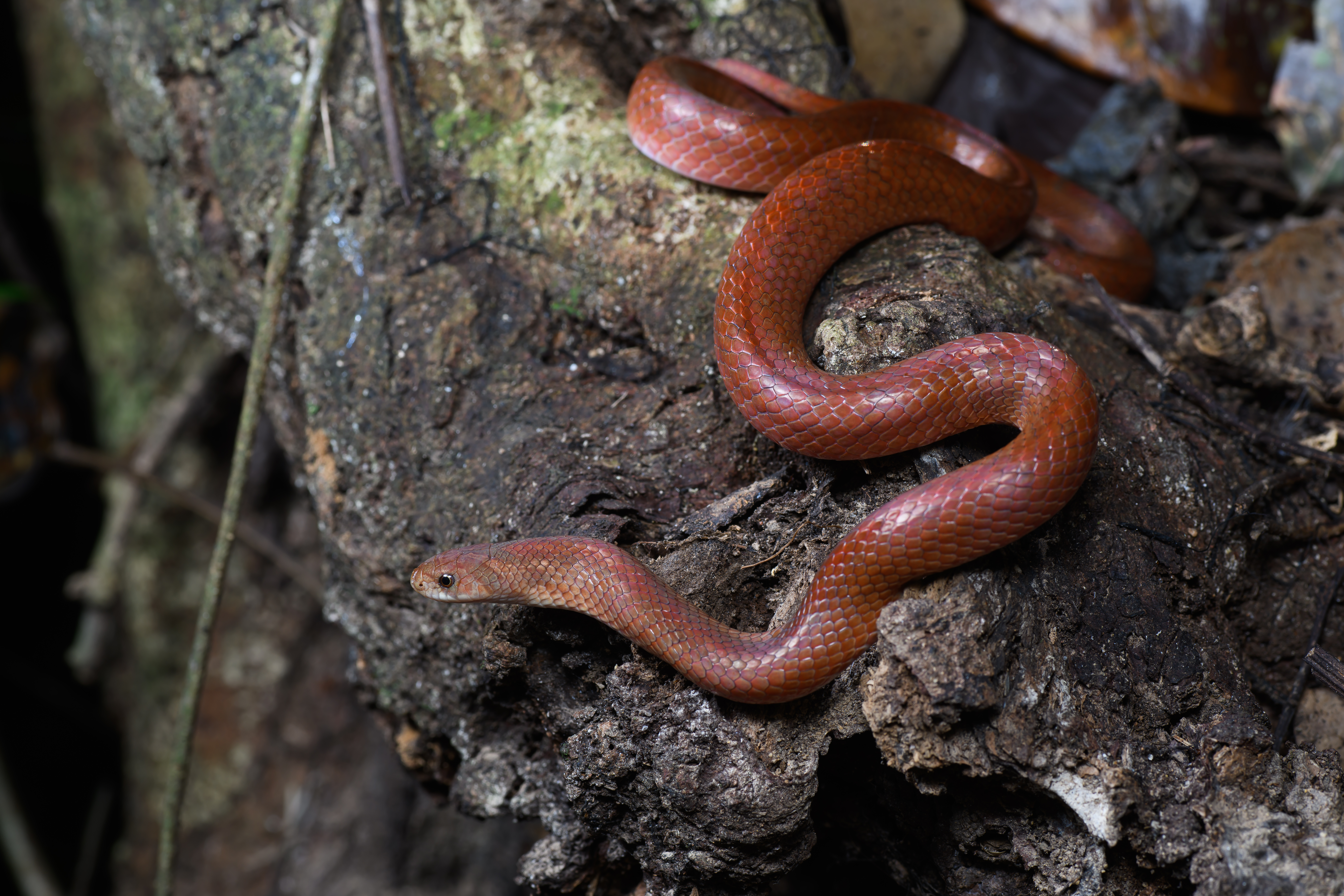
Nationaal park Kaeng Krachan, Thailand.

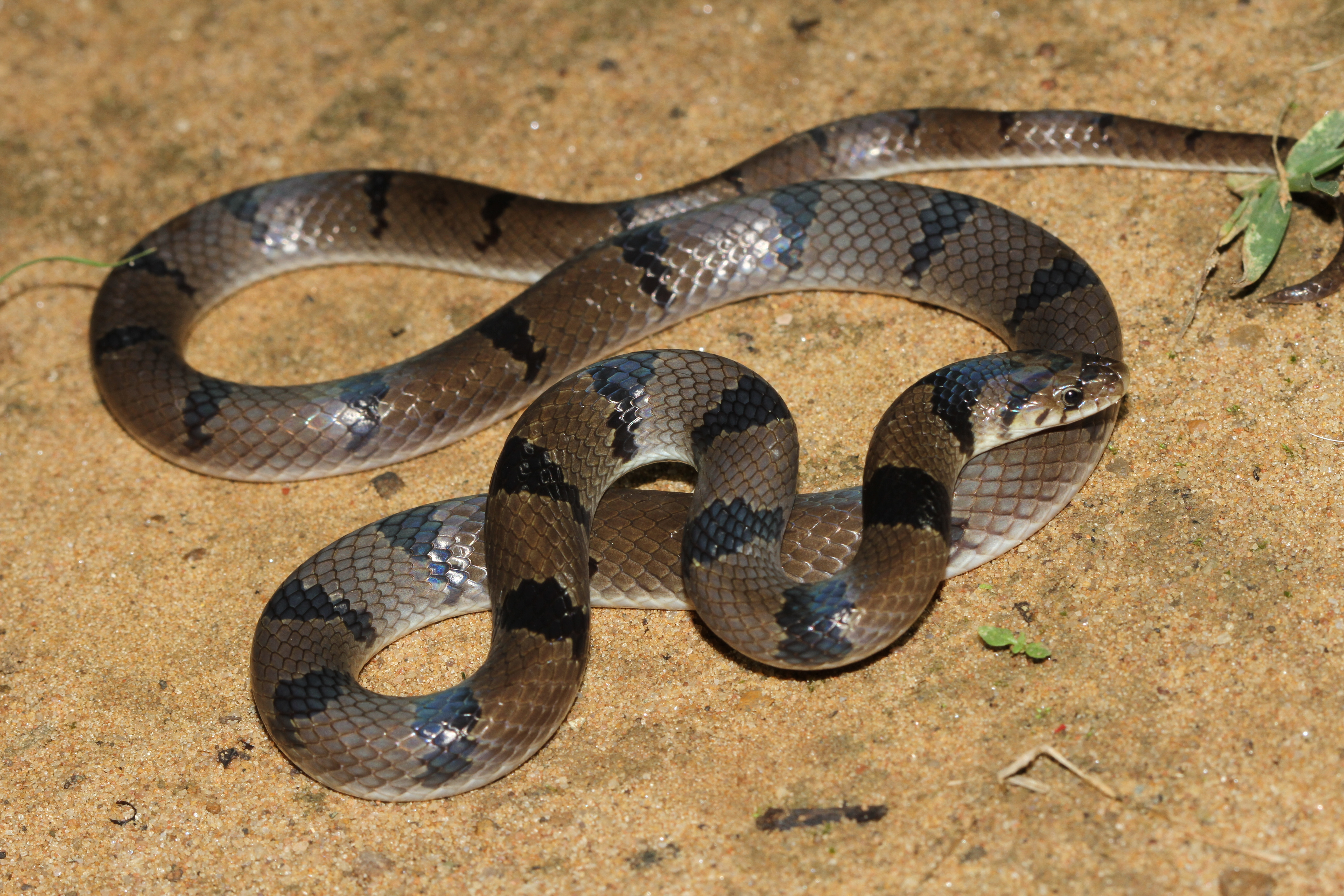
Exemplaar uit India.

Het geslacht omvat de volgende soorten, met de auteur en het verspreidingsgebied.
| Naam                     | Auteur                                                                                         | Verspreidingsgebied                                                                    |
| ------------------------ | ---------------------------------------------------------------------------------------------- | -------------------------------------------------------------------------------------- |
| Oligodon affinis         | Günther, 1862                                                                                  | India                                                                                  |
| Oligodon albocinctus     | Cantor, 1839                                                                                   | Nepal, Bangladesh, Bhutan, India, Myanmar, Vietnam, China                              |
| Oligodon ancorus         | Girard, 1858                                                                                   | Filipijnen                                                                             |
| Oligodon annamensis      | Leviton, 1953                                                                                  | Vietnam, Cambodja                                                                      |
| Oligodon annulifer       | Boulenger, 1893                                                                                | Brunei, Maleisië, Indonesië                                                            |
| Oligodon arenarius       | Vassilieva, 2015                                                                               | Vietnam                                                                                |
| Oligodon arnensis        | Shaw, 1802                                                                                     | Sri Lanka, India, Pakistan, Nepal, Bhutan                                              |
| Oligodon barroni         | Smith, 1916                                                                                    | Thailand, Vietnam, Cambodja                                                            |
| Oligodon bitorquatus     | Boie, 1827                                                                                     | Indonesië                                                                              |
| Oligodon booliati        | Leong & Grismer, 2004                                                                          | Maleisië                                                                               |
| Oligodon brevicauda      | Günther, 1862                                                                                  | India                                                                                  |
| Oligodon calamarius      | Linnaeus, 1758                                                                                 | Sri Lanka                                                                              |
| Oligodon catenatus       | Blyth, 1854                                                                                    | India, Myanmar, Vietnam, Cambodja, China, Thailand                                     |
| Oligodon cattienensis    | Vassilieva, Geissler, Galoyan, Poyarkov, Van Devender & Böhme, 2013                            | Vietnam                                                                                |
| Oligodon chinensis       | Günther, 1888                                                                                  | Vietnam, China                                                                         |
| Oligodon churahensis     | Mirza, Bhardwaj & Patel 2021                                                                   | India                                                                                  |
| Oligodon cinereus        | Günther, 1864                                                                                  | India, Bangladesh, Bhutan, Cambodja, Laos, Vietnam, Myanmar, Thailand, Maleisië, China |
| Oligodon condaoensis     | Nguyen, Nguyen, Le & Murphy, 2016                                                              | Vietnam                                                                                |
| Oligodon cruentatus      | Günther, 1868                                                                                  | Myanmar                                                                                |
| Oligodon culaochamensis  | Nguyen, Nguyen, Nguyen, Phan, Jiang & Murphy, 2017                                             | Vietnam                                                                                |
| Oligodon cyclurus        | Cantor, 1839                                                                                   | India, Bhutan, Myanmar, Thailand, Laos, Cambodja, Vietnam, China, Nepal, Bangladesh    |
| Oligodon deuvei          | David, Vogel & van Rooijen, 2008                                                               | Vietnam, Thailand                                                                      |
| Oligodon dorsalis        | Gray & Hardwicke, 1835                                                                         | India, Bhutan, Bangladesh, Myanmar, Thailand                                           |
| Oligodon eberhardti      | Pellegrin, 1910                                                                                | Vietnam, Laos, Cambodja, China                                                         |
| Oligodon erythrogaster   | Boulenger, 1907                                                                                | Nepal, India                                                                           |
| Oligodon erythrorhachis  | Wall, 1910                                                                                     | India                                                                                  |
| Oligodon everetti        | Boulenger, 1893                                                                                | Maleisië, Indonesië                                                                    |
| Oligodon fasciolatus     | Günther, 1864                                                                                  | Myanmar, Thailand, Cambodja, Laos, Vietnam                                             |
| Oligodon forbesi         | Boulenger, 1883                                                                                | Indonesië                                                                              |
| Oligodon formosanus      | Günther, 1872                                                                                  | Vietnam, Taiwan, China                                                                 |
| Oligodon hamptoni        | Boulenger, 1918                                                                                | Myanmar                                                                                |
| Oligodon huahin          | Pauwels, Larsen, Suthanthangjai, David & Sumontha, 2017                                        | Thailand                                                                               |
| Oligodon inornatus       | Boulenger, 1914                                                                                | Thailand, Cambodja                                                                     |
| Oligodon jintakunei      | Pauwels, Wallach, David & Chanhome, 2002                                                       | Thailand                                                                               |
| Oligodon joynsoni        | Smith, 1917                                                                                    | Thailand, Laos, China                                                                  |
| Oligodon juglandifer     | Wall, 1909                                                                                     | India, Bhutan                                                                          |
| Oligodon kampucheaensis  | Neang, Grismer & Daltry, 2012                                                                  | Cambodja                                                                               |
| Oligodon kheriensis      | Acharji & Ray, 1936                                                                            | India, Nepal                                                                           |
| Oligodon lacroixi        | Angel & Bourret, 1933                                                                          | Vietnam, China                                                                         |
| Oligodon lipipengi       | Jiang, Wang, Li, Ding, Ding & Che, 2020                                                        | China (Tibet)                                                                          |
| Oligodon lungshenensis   | Zheng & Huang                                                                                  | China                                                                                  |
| Oligodon macrurus        | Angel, 1927                                                                                    | Vietnam                                                                                |
| Oligodon maculatus       | Taylor, 1918                                                                                   | Filipijnen                                                                             |
| Oligodon mcdougalli      | Wall, 1905                                                                                     | Myanmar                                                                                |
| Oligodon melaneus        | Wall, 1909                                                                                     | India                                                                                  |
| Oligodon melanozonatus   | Wall, 1922                                                                                     | India, China                                                                           |
| Oligodon meyerinkii      | Steindachner, 1891                                                                             | Filipijnen, Maleisië                                                                   |
| Oligodon modestus        | Günther, 1864                                                                                  | Filipijnen                                                                             |
| Oligodon moricei         | David, Vogel & van Rooijen, 2008                                                               | Vietnam                                                                                |
| Oligodon mouhoti         | Boulenger, 1914                                                                                | Cambodja, Thailand, Vietnam                                                            |
| Oligodon nagao           | David, Nguyen, Nguyen, Jiang, Chen, Teynié & Ziegler, 2012                                     | Vietnam, Laos, China                                                                   |
| Oligodon nikhili         | Whitaker & Dattatri, 1982                                                                      | India                                                                                  |
| Oligodon notospilus      | Günther, 1873                                                                                  | Filipijnen                                                                             |
| Oligodon ocellatus       | Morice, 1875                                                                                   | Cambodja, Vietnam, Laos                                                                |
| Oligodon octolineatus    | Schneider, 1801                                                                                | Brunei, Maleisië, Singapore, Indonesië, mogelijk in de Filipijnen                      |
| Oligodon ornatus         | Van Denburgh, 1909                                                                             | Taiwan, China                                                                          |
| Oligodon perkinsi        | Taylor, 1925                                                                                   | Filipijnen                                                                             |
| Oligodon petronellae     | Roux, 1917                                                                                     | Indonesië                                                                              |
| Oligodon phangan         | Pauwels, Thongyai , Chantong & Sumontha, 2021                                                  | Thailand, uitsluitend op Ko Pha Ngan                                                   |
| Oligodon planiceps       | Boulenger, 1888                                                                                | Myanmar                                                                                |
| Oligodon praefrontalis   | Werner, 1913                                                                                   | Indonesië                                                                              |
| Oligodon promsombuti     | Pauwels, Thongyai, Chantong, & Sumontha, 2021                                                  | Thailand                                                                               |
| Oligodon propinquus      | Jan, 1862                                                                                      | Indonesië                                                                              |
| Oligodon pseudotaeniatus | David, Vogel & van Rooijen, 2008                                                               | Thailand                                                                               |
| Oligodon pulcherrimus    | Werner, 1909                                                                                   | Indonesië                                                                              |
| Oligodon purpurascens    | Schlegel, 1837                                                                                 | Indonesië, Maleisië, Singapore, Thailand                                               |
| Oligodon rostralis       | H.N. Nguyen, Tran, L.H. Nguyen, Neang, Yushchenko & Poyarkov, 2020                             | Vietnam                                                                                |
| Oligodon russelius       | Daudin, 1803                                                                                   | India, Nepal                                                                           |
| Oligodon saintgironsi    | David, Vogel & Pauwels, 2008                                                                   | Vietnam, Cambodja                                                                      |
| Oligodon saiyok          | Sumontha, Kunya, Dangsri & Pauwels, 2017                                                       | Thailand                                                                               |
| Oligodon signatus        | Günther, 1864                                                                                  | Singapore, Indonesië, Maleisië                                                         |
| Oligodon splendidus      | Günther, 1875                                                                                  | Myanmar                                                                                |
| Oligodon sublineatus     | Duméril, Bibron & Duméril, 1854                                                                | Sri Lanka                                                                              |
| Oligodon taeniatus       | Günther, 1861                                                                                  | Thailand, Laos, Cambodja, Vietnam, China                                               |
| Oligodon taeniolatus     | Jerdon, 1853                                                                                   | India, Pakistan, Sri Lanka, Turkmenistan, Iran, Afghanistan                            |
| Oligodon teyniei         | David, Hauser & G. Vogel, 2022                                                                 | Laos                                                                                   |
| Oligodon theobaldi       | Günther, 1868                                                                                  | Myanmar, India, Thailand                                                               |
| Oligodon tillacki        | Bandara, Ganesh, Kanishka, Danushka, Sharma, P. Campbell, Ineich, G. Vogel & Amarasinghe, 2022 | India                                                                                  |
| Oligodon tolaki          | Amarasinghe, Henkanaththegedara, Campbell, Riyanto, Hallermann & G. Vogel, 2021                | Indonesië                                                                              |
| Oligodon torquatus       | Boulenger, 1888                                                                                | Myanmar                                                                                |
| Oligodon travancoricus   | Beddome, 1877                                                                                  | India                                                                                  |
| Oligodon trilineatus     | Duméril, Bibron & Duméril, 1854                                                                | Indonesië                                                                              |
| Oligodon tuani           | S.N. Nguyen, Le, Vo & R. Murphy, 2022                                                          | Vietnam                                                                                |
| Oligodon unicolor        | Kopstein, 1926                                                                                 | Indonesië                                                                              |
| Oligodon venustus        | Jerdon, 1853                                                                                   | India                                                                                  |
| Oligodon vertebralis     | Günther, 1865                                                                                  | Indonesië, Maleisië                                                                    |
| Oligodon waandersi       | Bleeker, 1860                                                                                  | Indonesië                                                                              |
| Oligodon wagneri         | David & Vogel, 2012                                                                            | Indonesië                                                                              |
| Oligodon woodmasoni      | Sclater, 1891                                                                                  | India                                                                                  |